# Опсада Рјазања
Рјазањ је био први руски град који су освојили Монголи под Бату-каном, 21. децембра 1237.

## Увод
У децембру 1237. монголско-татарска војска под Бату-каном напала је Рјазањску кнежевину и потукла руску војску на реци Вороњеж. Рјазански кнезови молили су великог кнеза у Владимиру-Суздаљском за помоћ, али је нису дочекали.

## Опсада
Након пораза на реци Вороњеж, рјазањски кнез Јуриј повукао се са остацима своје војске у Рјазањ, који је опседнут 16. децембра 1237. Након пет дана опсаде, монголски катапулти су пробили градске зидине: град је опљачкан, а становништво побијено и отерано у робље. "Али бог спасе епископа, који напусти град на почетку опсаде".

## Последице
Хронике описују последице опсаде речима: "У граду не оста нико, да кука и плаче за мртвима". Након освајања, Стари Рјазањ је потпуно уништен и напуштен. Данашњи град Рјазањ налази се на око 50 km северно од некадашње престонице.
Након пада Рјазања, Бату-канова хорда је кренула на север, у Владимир-Суздаљску кнежевину.

## У руској култури и књижевности
Пад Рјазања, као и погибија рјазањског јунака Еупатија Коловрата, сликовито је описан у Причи о томе како је Бату разорио Рјазањ, заснованој на руским народним песмама, сачуваној у Волоколамском летопису из 16. века:
"Грешни цар Батиј поче пустошити резанску земљу, и пођоше ка граду Резању и опступише град и почеше се бити неотступно пет дана. И Батијева се војска промени, а грађани се борише без смене...А у шести дан рано пођоше погани на град, ови с огњем, а ини с катапултима, а ини с безбројним лествама. И узеше град Резањ месеца децембра у 21. дан. И дођоше у Саборну цркву пресвете Богородице, и велику кнегињу Агрипину, матер великога кнеза, са снахама и другим кнегињама мачевима посекоше, а епископа и свештенике огњу предадоше, свету цркву спалише, и ини многи од оружја падоше...И не оста у граду ниједан жив,...но сви скупа мртви лежаху. И све то беше ради грехова наших".
Пад Рјазања екранизован је у филму Легенда о Коловрату (2017).